# 凱西·辛格
凱西·N·辛格（英語：Kelsi N. Singer，1984年—）是一名美國行星科學家，現任美國西南研究院高級研究科學家。她是美國國家航空暨太空總署新視野號任務的共同研究員和副計畫科學家，研究冥王星系統和小行星486958的地貌學和地球物理學。

## 教育
辛格獲得科羅拉多大學博爾德分校的天文學和人類學學士學位。在那裡，她決定從事天體生物學和行星科學領域的研究。本科期間，她在澳洲麥覺理大學留學，並在澳洲天體生物學中心工作。回到科羅拉多大學博爾德分校後，她與史蒂夫·莫伊茨（Steve Mojzsis）合作完成她的榮譽論文項目，即利用周期節律物質追踪數百萬年來的日長。她於2013年獲得聖路易華盛頓大學地球與行星科學博士學位，論文題目是《冰衛星構造、地球動力和質量浪費表面特徵：內部過程和演化的限制》。

## 研究工作
辛格在獲得博士學位後繼續在聖路易華盛頓大學從事博士後研究工作。2014年，她作為博士後研究員加入瑞士航太研究所的新視野號團隊，研究柯伊伯帶天體的地球物理學，特別是隕石坑物理學。在美國西南研究院，她是新視野號擴展任務的高級研究科學家和副計畫科學家。
2019年，辛格和她的團隊透過新視野號遠程偵察成像儀（LoRRI）拍攝的隕石坑圖像證明，柯伊伯帶小天體（直徑小於一英里）非常罕見。這些結果對太陽系的形成和演化模型形成了限制，顯示柯伊伯帶的天體是由快速坍縮的塵埃雲形成的，而不是由較大的碎片逐步碰撞形成的。
2009年起，辛格負責「行星科學中的女性」（Women in Planetary Science）部落格網站的協調和撰稿工作。她也為行星協會網站撰寫文章。

## 榮譽
2019年，辛格獲得美國天文學會行星科學部頒發的哈羅德·C·尤里獎，該獎項旨在表彰早期職業研究人員在行星科學領域的傑出成就。小行星10698以她的名字命名。2017年4月13日，小行星中心公佈了這項命名（M.P.C.103977）。